# Gnophos khorassana
Gnophos khorassana är en fjärilsart som beskrevs av Brandt 1941. Gnophos khorassana ingår i släktet Gnophos och familjen mätare. Inga underarter finns listade i Catalogue of Life.